# 凯迈奈什圣马尔通
凯迈奈什圣马尔通是匈牙利沃什州所辖的一个村，总面积4.29平方公里，总人口203，人口密度47.3人/平方公里（2010年1月1日）。